# دودمان تیموری
دودمان تیمور یا به نقل از برخی گورکانیان نام دودمان یا طایفه مسلمان با فرهنگ ترکی-مغولیو مغول نژاد برآمده از نسل امیر تیمور بودند. واژه گورکانی در اصل فارسی شدهٔ واژهٔ مغولی کورگان به معنی داماد است. زیرا تیمور با شاهدختی از خاندان شاهی جغتایی ازدواج کرده و تیموریان داماد نسل چنگیزخان بوده‌اند. اعضای دودمان تیمور بسیار تحت تأثیر فرهنگ ایرانی بوده‌اند. و ۲ امپراتوری مهم را ایجاد کرده‌اند: یکی امپراتوری تیموریان در ایران و آسیای مرکزی و دیگری گورکانیان در شبه‌قاره هند.

## اصالت
اصالت تیموریان به برلاس می‌رسد. برلاس‌ها از پشتیبانان سپاه چنگیز خان بودند. پس از حمله مغول به آسیای میانه، برلاس‌ها در جنوب قزاقستان امروزی از چیمکند تا طراز و آلماتی ساکن شدند و خانات مغولستان را به وجود آوردند. در آن جا با مردمان ترک بومی درآمیختند به طوری که در زمان پادشاهی تیمور، بارلاس‌ها کاملاً زبان و رسوم ترکی را برگزیده بودند. پس از اسلام آوردن مردم آسیای میانه، ترک‌ها و مغول‌ها با فرهنگ ایرانی درآمیختند. فرهنگ ایرانی همراه با دین اسلام به آسیای میانه راه یافته بود. ادبیات فارسی ابزاری در جذب نخبگان تیموری به فرهنگ درباری فارسی-اسلامی بود.

## فهرست حاکمان

### امپراتوری تیموری
| نام              | دوران | دوران | نسبت خانوادگی                 |
| نام              | از    | تا    | نسبت خانوادگی                 |
| ---------------- | ----- | ----- | ----------------------------- |
| تیمور گورکانی    | ۱۳۷۰  | ۱۴۰۵  | مؤسس دودمان (پسر امیر تراغای) |
| میرانشاه گورکانی | ۱۴۰۵  | ۱۴۰۹  | پسر تیمور                     |
| شاهرخ گورکانی    | ۱۴۰۵  | ۱۴۴۷  | پسر تیمور                     |
| الغ بیگ گورکان   | ۱۴۴۷  | ۱۴۴۹  | پسر شاهرخ                     |

| فرارود | خراسان/هرات/فارس/عراق عجم                                                                  |
| --- | ------------------------------------------------------------------------------------------ |
| عبداللطیف میرزا (پدرکش) ۱۴۹ تا ۱۴۵۰ | - علاءالدوله میرزا پسر بایسنقر - میرزا ابوالقاسم بابر پسر بایسنقر - سلطان محمد پسر بایسنقر |
| عبدالله میرزا ۱۴۵۰ تا ۱۴۵۱ | میرزا ابوالقاسم بابر بن بایسنقر ۱۴۵۱ تا ۱۴۵۷                                               |
| | میرزا شاه محمود ۱۴۵۷                                                                       |
| | ابراهیم میرزا ۱۴۵۷ تا ۱۴۵۹                                                                 |
| ابوسعید میرزا ابوسعید میرزا بیشتر قلب امپراتوری تیموری در آسیای مرکزی را با کمک رئیس ازبک‌ها، ابوالخیر خان (پدربزرگ محمد شیبانی خان) به‌دست آورد و دوباره متحد ساخت. ابوسعید با تقسیم ایران با قراقویونلو (تحت حاکمیت جهان شاه) موافقت نمود اما قراقویونلوهای تحت سلطه اوزون حسن، نخست جهان شاه را شکست داده و کشته و سپس ابوسعید میرزا را کشتند. ۱۴۵۱ تا ۱۴۶۹ |                                                                                            |
| **فرارود تقسیم شد. | سلطان حسین بایقرا ۱۴۶۹ (دوره یکم)                                                          |
| | میرزا یادگار محمد ۱۴۷۰ (۶ هفته)                                                            |
| | سلطان حسین بایقرا ۱۴۷۰ تا ۱۵۰۶ (دوره دوم)                                                  |
| | - بدیع‌الزمان میرزا گورکانی، ۱۵۰۶ تا ۱۵۰۷ - مظفرحسین میرزا گورکانی، ۱۵۰۶ تا ۱۵۰۷            |
| ازبک‌ها به‌فرمان محمد شیبک خان، هرات را فتح کردند. |                                                                                            |

- پسران ابوسعید، فرارود را میان خود به سمرقند، بخارا، حصار، بلخ، کابل و فرغانه تقسیم کردند.

| سلطان احمد میرزا1469 تا ۱۴۹۴ | سلطان احمد میرزا1469 تا ۱۴۹۴                                  | سلطان احمد میرزا1469 تا ۱۴۹۴                                  | عمر شیخ میرزای دوم1469 تا ۱۴۹۴                                | سلطان محمود میرزا1469 تا ۱۴۹۵                                 | الغ بیگ میرزای دوم1469 تا ۱۵۰۲  |                                 |                                 |                                 |
| سلطان بایسنقر میرزا پسر محمود میرزا1495 تا ۱۴۹۷ | سلطان علی بن محمود میرزا1495 تا ۱۵۰۰                          | سلطان مسعود بن محمود میرزا1495 تا؟                            | ظهیرالدین محمد بابر1494 تا ۱۴۹۷                               | خسرو شاه(غاصب)? تا ۱۵۰۳                                       | مقیم ارغون(غاصب)? تا ۱۵۰۴       |                                 |                                 |                                 |
| محمد شایبک خان ازبک1500 تا ۱۵۰۱ | محمد شایبک خان ازبک1500 تا ۱۵۰۱                               | محمد شایبک خان ازبک1500 تا ۱۵۰۱                               | جهانگیر میرزای دوم(دست‌نشانده سلطان احمد تامبول)1497 تا؟       | ظهیرالدین محمد بابر1503 تا ۱۵۰۴                               | ظهیرالدین محمد بابر1503 تا ۱۵۰۴ | ظهیرالدین محمد بابر1503 تا ۱۵۰۴ | ظهیرالدین محمد بابر1503 تا ۱۵۰۴ | ظهیرالدین محمد بابر1503 تا ۱۵۰۴ |
| محمد شایبک خان ازبک1503 تا ۱۵۰۴ | محمد شایبک خان ازبک1503 تا ۱۵۰۴                               | محمد شایبک خان ازبک1503 تا ۱۵۰۴                               | محمد شایبک خان ازبک1503 تا ۱۵۰۴                               | محمد شایبک خان ازبک1503 تا ۱۵۰۴                               | ظهیرالدین محمد بابر1504 تا ۱۵۱۱ |                                 |                                 |                                 |
| ظهیرالدین محمد بابر بابر نیز همانند پدربزرگش ابوسعید، فرارود را متحد ساخت ولی پس از مدتی دوباره سرزمین‌ها را از دست داد. ۱۵۱۱ تا ۱۵۱۲                                         |                                                               |                                                               |                                                               |                                                               |                                 |                                 |                                 |                                 |
| عبیدالله سلطان عبیدالله سلطان دوباره فرارود را فتح نمود. ۱۵۱۲ | عبیدالله سلطان عبیدالله سلطان دوباره فرارود را فتح نمود. ۱۵۱۲ | عبیدالله سلطان عبیدالله سلطان دوباره فرارود را فتح نمود. ۱۵۱۲ | عبیدالله سلطان عبیدالله سلطان دوباره فرارود را فتح نمود. ۱۵۱۲ | عبیدالله سلطان عبیدالله سلطان دوباره فرارود را فتح نمود. ۱۵۱۲ | ظهیرالدین محمد بابر1512–1530.   |                                 |                                 |                                 |
| امپراتوری تیموری تحت سلطه خانات بخارا که برای ازبکان بود، از بین رفتند؛ ولی بعدها به فرماندهی بابر به فتح هند روی آوردند و پس از فتح آن، امپراتوری تیموری هند را بنا نهادند. |                                                               |                                                               |                                                               |                                                               |                                 |                                 |                                 |                                 |